# Raeapteek
La Raeapteek (in italiano Farmacia Municipale, in tedesco Ratsapotheke) è un'antica farmacia nel centro storico di Tallinn, la capitale dell'Estonia.
Si trova nella Piazza Raekoja, sul lato opposto del medioevale Municipio di Tallinn, nella casa contrassegnata dal numero civico 11, ed è forse la più antica farmacia ancora attiva in Europa, essendo stata da sempre alloggiata nella stessa costruzione medioevale dall'inizio del XV secolo. È anche la più vecchia impresa commerciale e il più datato insediamento medico a Tallinn. Le prime foto della farmacia risalgono al 1889.

## Storia

### Le origini tedesco-baltiche dell'apertura
Gli storici non sono stati in grado di determinare con certezza l'esatta data di apertura della farmacia, ma le più antiche registrazioni disponibili mostrano che la Raeapteek era già al suo terzo proprietario nel 1422. Alcune ricerche danno come data presumibile di apertura il 1415.
In un registro dei consigli comunali dell'epoca vi è una introduzione di un certo farmacista chiamato Nuclawes, che dichiara che i proprietari della farmacia fossero dieci uomini della nobiltà tedesca baltica, la maggioranza dei quali erano assessori.
Altri documenti datati dopo il 1422 riferiscono che il primo farmacista fosse Johann Molner e che le medicine nella farmacia fossero già vendute a partire dalla seconda metà del XV secolo.

### La Famiglia Burchart (1582 - 1911)
I Burchard sono stati la famiglia più strettamente legata alla storia della Farmacia Municipale.
Dal 1582 al 1911 hanno infatti gestito gli affari della farmacia per più di dieci generazioni, in 325 anni tra il 1582 ed il 1911.
Tra il 1579 ed il 1581, un immigrato ungherese di nome Johann Belavary de Sykava, si trasferì a Tallinn dalla sua città di Pressburg, oggi Bratislava, ed ottenne una licenza dal consiglio cittadino di condurre gli affari e il commercio dei prodotti farmaceutici nella farmacia. Egli fu il primo della lunga dinastia dei Burchard, farmacisti che gestirono sapientemente la Raeapteek.
Egli anche cominciò la lunga tradizione familiare di dare al figlio primogenito il nome di Johann, costui era predestinato a continuare gli affari della farmacia di famiglia. Questa tradizione si mantenne per otto generazioni, fino alla fine del XIX secolo con la nascita del decimo primogenito nel 1843, chiamato Johann X Burchart.
I Burchart erano attentamente educati fin dall'infanzia per divenire farmacisti e molto spesso erano anche medici. Giocarono un ruolo significativo nella vita della capitale estone.
Nel 1688, Johann Burchart IV infine riuscì ad acquistare la Farmacia dal consiglio comunale per 600 talleri. Nel 1690, i diritti e le obbligazioni tra la dinastia dei Burchard e il Consiglio Comunale di Tallinn furono confermati con un privilegio scritto dal Re Carlo XI di Svezia, allora in carica.
Nel 1710, Johann Burchart V cominciò la sua carriera mentre Tallinn fu investita dal ritorno della pandemia europea chiamata Peste nera.
Quando Tallinn capitolò e fu invasa dai Russi nella Grande guerra del Nord, egli fu uno dei primi a fornire medicinali all' armata russa. Nel 1716, egli divenne il dottore della città ed il dottore dell'armata russa e delle navi ospedale. La famiglia Burchart riuscì in questo modo a conservare la propria supremazia in campo medico anche nella città estone, ormai parte dell'Impero russo.
La fama della Famiglia Burchart divenne così grande quando nel 1725 persino Pietro il Grande chiamò Johann Burchard VI al suo ultimo capezzale, ma lo Zar morì prima che il medico riuscì a raggiungere San Pietroburgo.
Nel 1802, Johann Burchart VIII fondò un museo privato di curiosità e vita locale, chiamato Mon Faible
Numerosi prodotti di questa antica collezione sono oggi disponibili e visitabili presso il Museo di storia estone. Sempre nel 1802 egli organizzò la prima mostra d'arte a Tallinn.
Tuttavia il destino dei Burchart stava declinando. Gli ultimi due Burchart furono uomini di cattiva salute, che non poterono supervisionare la farmacia e furono costretti ad affittare i locali a altri gestori. Il ruolo dei Burchard nella farmacia terminò alla fine dell'XIX secolo, con la morte dell'ultimo maschio farmacista erede, chiamato Johann Burchard X. La sorella di quest'ultimo vendette la storica proprietà nel 1911 a C.R. Lehbert, mettendo fine agli affari della famiglia Burchart nella farmacia, durati per dieci generazioni.

### La farmacia durante l'occupazione sovietica (1944-1991)
Durante l'occupazione militare sovietica la farmacia fu requisita dai sovietici e completamente nazionalizzata.

### La farmacia dal restauro dell'indipendenza (1991) al presente
L'intera farmacia dopo il 1990 fu sottoposta a intense opere di restauro poiché l'intera costruzione fu lasciata andare in rovina per quasi cinquant'anni, durante l'occupazione sovietica. Questo sapiente restauro, lento e paziente, compiuto dagli estoni, è durato più di dieci anni ed è terminato nel 2003

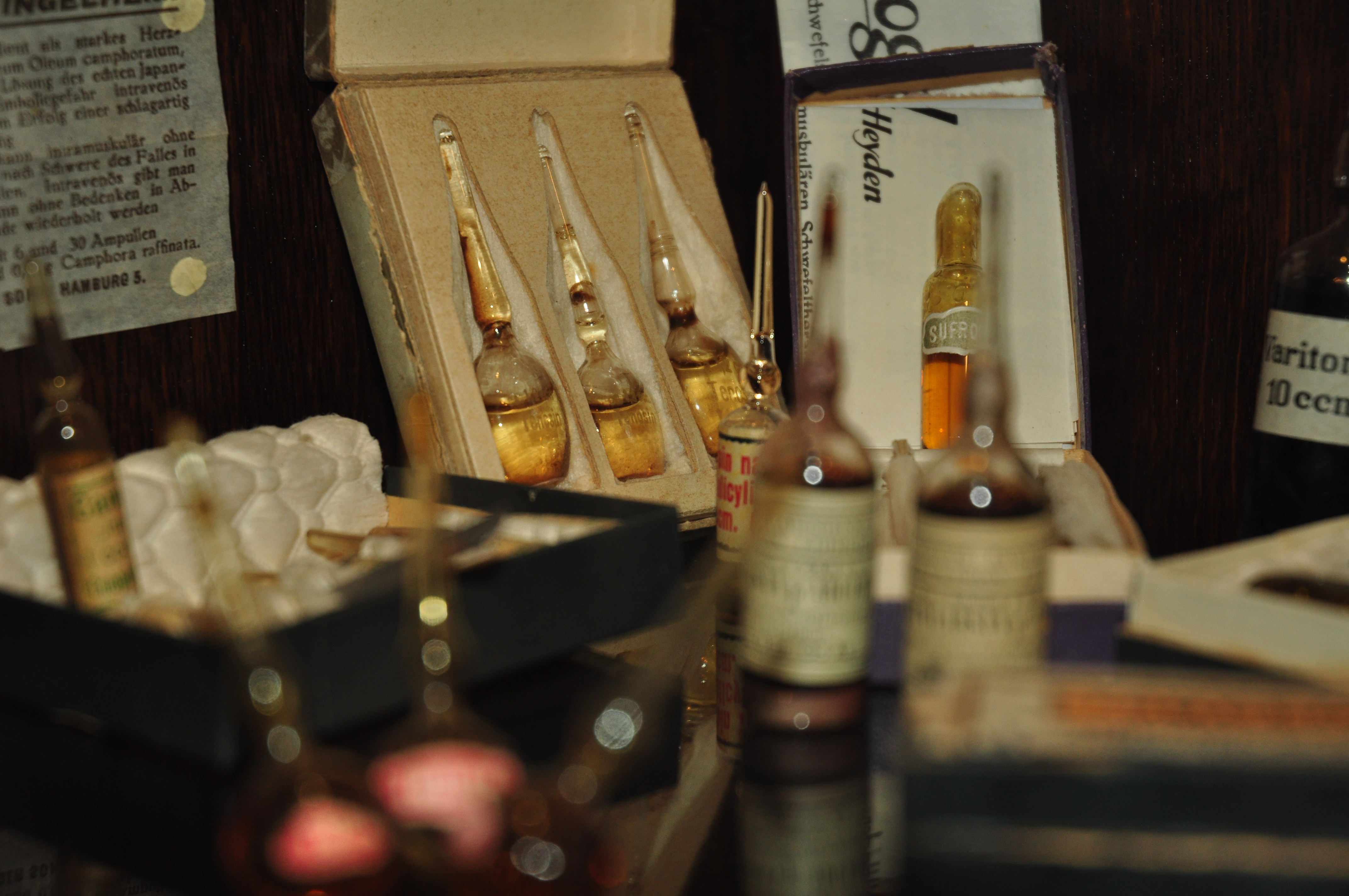
Antichi composti farmaceutici all'interno del museo della Raeapteek

Attualmente la parte principale della farmacia è data in gestione, al primo piano si vendono medicine moderne, occidentali, inclusa l'aspirina e sono forniti anche preservativi.
Annesso vi è anche un negozio di antichità al pianterreno e da un'entrata adiacente, al secondo piano, è stato inaugurato un ristorante naturale, chiamato Balthasar.
Vicino alla Farmacia Moderna al primo piano c'è un piccolo museo con una collezione di antichi strumenti medici, ricette mediche antiche e antichi composti farmaceutici. Disposto sulla parete vi si trova un antico stemma appartenuto alla famiglia Burchart a partire dal 1635. Questo raffigura un grifone con una corona e sotto una rosa tra fiori di lillà.

## Prodotti singolari, venduti nel corso della storia
Nel periodo medioevale i pazienti potevano acquistare il succo della mummia (polvere fatta con resti di mummie oltremare immersi nel liquido), polvere di porcospini bruciati, api bruciate, polvere di pipistrello, pozione di pelle di serpente e polvere del corno dell'unicorno per trattamenti.
Vi erano disponibili anche lombrichi, nidi di rondine e svariate erbe e spiriti, distillati sul posto.
Si poteva acquistate anche cibo come, caramelle balsamiche, biscotti naturali, confetture varie, marzapane, canditi e scorzette di limone. La specialità classica erano dei particolari biscotti speziati piccanti, chiamati morsells (bocconcini).
Vi si poteva trovare anche un bicchiere di Klaret (un locale vino del Reno, dolce e speziato). Più tardi la farmacia acquisì il privilegio di importare circa 400 litri di cognac francese esentasse, su base annuale).
La farmacia inoltre vendeva carta, inchiostro, grasso di balena, cera, polvere da sparo, pallottole, piombini, spezie varie, candele e torce. Quando il tabacco venne importato in Europa, e quindi anche in Estonia, la farmacia fu la prima a commercializzarlo.